# سیارک ۲۵۹۷۹
سیارک ۲۵۹۷۹ (به انگلیسی: 25979 Alansage، نامگذاری:2001FC49)۲۵۹۷۹مین سیارک کشف شده‌است که در ۱۸ مارس ۲۰۰۱ کشف شد.